# Pachycephalopsis hattamensis
Il pigliamosche neoguineano dorsoverde (Pachycephalopsis hattamensis (A. B. Meyer, 1874)) è un uccello della famiglia dei Petroicidi originario della Nuova Guinea.

## Distribuzione e habitat
Il pigliamosche neoguineano dorsoverde vive nelle regioni occidentali e centrali della Nuova Guinea, sia nelle foreste pluviali tropicali di pianura che di montagna.

## Tassonomia
Attualmente vengono riconosciute quattro sottospecie di pigliamosche neoguineano dorsoverde:
- P. h. hattamensis (A. B. Meyer, 1874) (Nuova Guinea nord-occidentale e centro-occidentale);
- P. h. ernesti Hartert, 1930 (Nuova Guinea occidentale);
- P. h. insularis Diamond, 1985 (isola di Yapen, presso le coste nord-occidentali della Nuova Guinea);
- P. h. lecroyae Boles, 1989 (Nuova Guinea centro-orientale e meridionale).